# 14129 Dibucci
14129 Dibucci este un asteroid din centura principală de asteroizi.

## Descriere
14129 Dibucci este un asteroid din centura principală de asteroizi. A fost descoperit pe 19 august 1998 la Socorro, New Mexico, în cadrul proiectului LINEAR. Asteroidul prezintă o orbită caracterizată de o semiaxă mare de 2,36 ua, o excentricitate de 0,15 și o înclinație de 7,0° în raport cu ecliptica.